# 邢李㷧
邢李（1949年12月—），生於香港，是香港思捷環球前任主席兼行政總裁，著名影星林青霞的丈夫及張天愛的前夫。

## 簡介
邢李在1949年12月香港出生，祖籍海南省文昌市文教鎮。他早年就讀德信學校及九龍華仁書院（1962年起入讀，1967年中五）。1972年，成為ESPRIT（思捷環球）香港代理商，1974年入股ESPRIT香港分公司並發展業務至歐洲，1993年 思捷環球在香港交易所上市，1996年買下美國ESPRIT 63%股權，2002年統一全球ESPRIT品牌，思捷環球並加入成為恒生指數成分股。
2006年9月辭任主席，成為非執行董事，2008年1月30日辭任非執行董事，全面退出思捷環球管理層。

## 家庭
- 第一任妻子：1987年娶了前電影演員兼知名設計師張天愛（1959年11月20日－）為妻，並生下了一名女兒。但這段婚姻僅維持了三年，於1990年初与其離婚。
  - 長女：邢嘉倩（生於1987年）。
- 第二任妻子：為著名臺灣影星林青霞，於1994年6月29日註冊結婚，其後並生下兩名女兒。
  - 次女：邢愛林（生於1996年）。
  - 三女：邢言愛（生於2001年）。